# Salat mechouia
Salat mechouia (”grillet salat”) er en tunesisk salat, der er typisk for Kap Bon, men meget populær i hele landet. Den baseres på grøn peber, tomater og andre grøntsager, der grilles over et kulbækken. Derefter fjernes alt skind (og kernerne, hvis man ikke ønsker en pikant smag), og grøntsagerne mases sammen. Olivenolie, salt, kommen og hvidløg giver smag, og æg og tun er typiske tilbehør. 